# 한은지
한은지(1987년 2월 8일 ~ )는 대한민국의 전 여자 배구 선수이다. 대전 KGC인삼공사에서 선수로 뛰었다. 가족은 부모님과 여동생이 있으며, 이 중에 같은 팀 소속 세터 한수지가 있다. 왼손잡이 선수이다. 배구는 초등학교 4학년에 시작하였으며, KT&G 2005-2006 V-리그를 앞두고 열린 신인 드래프트에서 1라운드 5순위로 대전 KT&G 아리엘즈의 지명을 받으며 입단하였다. 2013년 은퇴했다. 2013년 5월 결혼 후 2020년까지 현재 3남매 출산, 육아 중 인듯.